# Irena Homola-Skąpska
Irena Homola-Skąpska (ur. 12 stycznia 1929 w Krakowie, zm. 4 marca 2017 w Krakowie) – polska historyk, prof. dr hab.
W 1951 ukończyła studia na Wydziale Filozoficzno-Historycznym Uniwersytetu Jagiellońskiego.  
W 1959 uzyskała stopień doktora za pracę pt. Pamiętnik Historyczno-Polityczny Piotra Świtkowskiego (1782-1792), przygotowaną pod opieką Celiny Bobińskiej, a w 1969, na podstawie rozprawy pt. "Tygodnik Cieszyński" i "Gwiazdka Cieszyńska" pod redakcją Pawła Stalmacha (1848-1887), otrzymała stopień doktora habilitowanego. W 1994 uzyskała tytuł profesora zwyczajnego. 
Od 1955 związana z Instytutem Historii PAN i redakcją Polskiego Słownika Biograficznego. W 1999 przeszła na emeryturę. Od 2006 członek Rady Naukowej PSB. 
Jej publikacja Kraków za prezydentury Mikołaja Zyblikiewicza zdobyła w 1977 główną nagrodę w konkursie dziennika "Echo Krakowa" na najlepszą książkę o Krakowie. 
Była członkiem Komisji Nauk Historycznych i Komisji Nauk Prasoznawczych PAN, członkiem Komitetu Redakcyjnego pism "Historyka" i "Studia Historyczne". 
Pochowana na cmentarzu Rakowickim w Krakowie.

## Publikacje
- Mikołaj Zyblikiewicz (1823-1887) (1964)
- Kraków za prezydentury Mikołaja Zyblikiewicza (1976)
- "Kwiat społeczeństwa..." (struktura społeczna i zarys położenia inteligencji krakowskiej w latach 1860-1914) (1984)
- Biografistyka w twórczości naukowej Stefana Kieniewicza (1993)
- Józef Dietl i jego Kraków (1993)
- Wspomnienie o Emanuelu Rostworowskim jako redaktorze Polskiego Słownika Biograficznego (1995)
- W salonach i traktierniach Krakowa : przemiany w środowisku społecznym Krakowa lat 1795-1846 (2000)
- 34 biogramy w Polskim Słowniku Biograficznym[1]